# Рубан, Константин Асанович

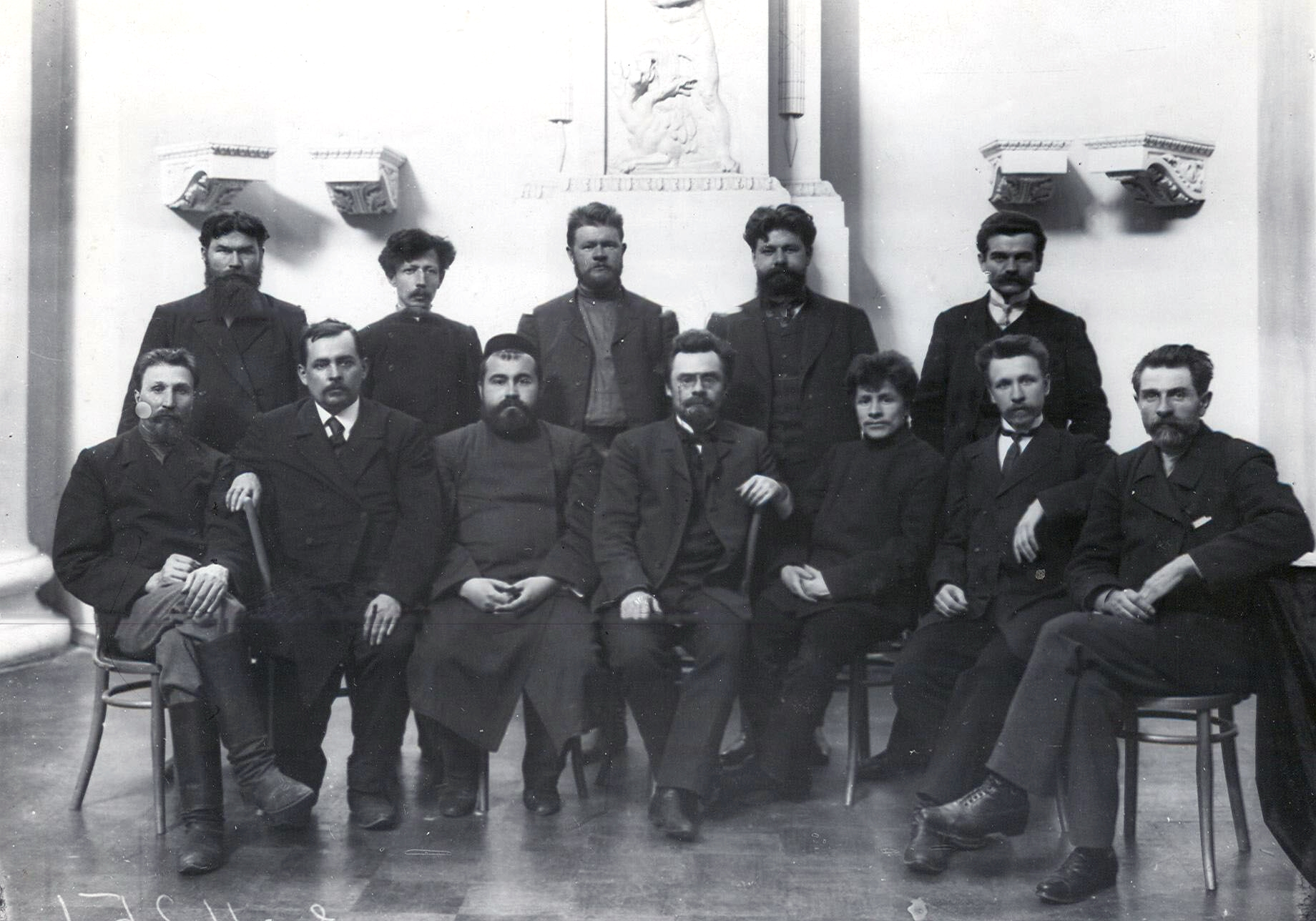
Депутаты Государственной Думы II созыва от Самарской губернии. Сидят: И. Д. Сухоруков, А. П. Клинг,, М.-Х. М. Атласов, В. Г. Архангельский, К. Ф. Вознесенский, М. Г. Немальцев, К. А. Рубан; стоят: Я. Ф. Вьюшков, В. М. Стрелков, В. С. Абрамов, П. Н. Попов, Н. В. Комар.

Константин Асанович Рубан (1868 — ?) — слесарь и медник, депутат Государственной думы Российской империи II созыва от Самарской губернии.

## Биография
Национальность определял как «малоросс», то есть украинец. По происхождению из крестьян. Образование получил в начальной школе. Служил слесарем и медником на костомольном заводе Саратовского акционерного общества в Покровской слободе с годовым жалованием в 300 рублей. Состоял членом РСДРП.
6 февраля 1907 года избран в Государственную думу II созыва общего состав выборщиков Самарского губернского избирательного собрания. Вошёл в состав Социал-демократической фракции, был близок к её меньшевистскому крылу. Был членом думской комиссии о нормальном отдыхе служащих в торговых и ремесленных заведениях.
Детали дальнейшей судьбы и дата смерти неизвестны.

### Архивы
- Российский государственный исторический архив. Фонд 1278. Опись 1 (2-й созыв). Дело 371; Дело 584. Лист 29.